# NGC 1276
NGC 1276 est une paire d'étoiles située dans la constellation de Persée. L'astronome irlando-danois John Dreyer a enregistré la position de cette paire d'étoiles le 12 décembre 1876. 